# Ephedra lomatolepis
Ephedra lomatolepis — вид голонасінних рослин класу гнетоподібних.

## Поширення, екологія
Країни проживання: Казахстан; Росія (Тува). Росте на висотах від 500 м до 700 м. Чагарник, що росте на схилах і піщаних місцях. Фрукти з червня.

## Використання
Стебла більшості членів цього роду містять алкалоїд ефедрин і відіграють важливу роль в лікуванні астми та багатьох інших скарг дихальної системи.

## Загрози та охорона
Немає серйозних загроз в даний час. Немає у колекціях ботанічних садів. Ареал перетинає численні охоронні території.